# Kelil, Khanapur
Kelil là một làng thuộc tehsil Khanapur, huyện Belgaum, bang Karnataka, Ấn Độ.